# Ardisia pulchra
Ardisia pulchra är en viveväxtart som beskrevs av Ridley. Ardisia pulchra ingår i släktet Ardisia och familjen viveväxter. Inga underarter finns listade i Catalogue of Life.